# Côte Roannaise

Das Weinbaugebiet Loire. Die Appellation Côte Roannaise befindet sich rechts unten auf der Karte.

Die Appellation  Côte Roannaise  liegt westlich der Gemeinde Roanne, ca. 70 km nordwestlich von Lyon am orographisch linken Ufer des Flusses Loire in Zentralfrankreich. Sie gehört somit zum großen Weinbaugebiet Loire. Côte Roannaise liegt nördlich der Appellation Côtes du Forez sowie östlich der Appellationen Saint-Pourçain und Côtes d’Auvergne.
Die Côte Roannaise wurde am 14. Februar 1994 als Appellation d’Origine Contrôlée (kurz AOC) eingestuft.
Die Weinberge umfassen zurzeit (Stand 2008) 220 Hektar Rebfläche in 14 Gemeinden. Die Flächen befinden sich auf einer Höhe von 350–550 m in Hanglagen der Monts de la Madeleine. Diese dem Massif Central zugerechnete Gebirgskette trennt die Flusstäler der Loire und des Allier und schützt das Gebiet vor feuchten Luftmassen aus dem Westen.
Die trockenen Rotweine werden sortenrein aus der Rebsorte Gamay gekeltert. Die Erntebeschränkung liegt bei 55 Hektoliter/Hektar. Der Mindestalkoholgehalt liegt bei niedrigen 9,5 Volumenprozent und darf im Falle einer Chaptalisation 12,5 % nicht überschreiten. Die rubinroten, fruchtigen Weine sollten innerhalb von 2–5 Jahren nach der Ernte getrunken werden. Die Trinktemperatur sollte bei 15–17 °C liegen.
Die Roséweine werden ebenfalls sortenrein aus Gamay gekeltert. Deren optimale Trinktemperatur liegt bei 10 °C.
Die trockenen Weißweine der Region werden als Vin de Pays d’Urfé vermarktet, da Weißweine nicht in das Regelwerk der Appellation aufgenommen wurden.

## Zugelassene Gemeinden
Vom Norden zum Süden: La Pacaudière, Le Crozet, Changy, Ambierle, Saint-Haon-le-Vieux, Saint-Haon-le-Châtel, Renaison, Saint-André-d’Apchon, Saint-Alban-les-Eaux, Lentigny, Villemontais, Villerest, Saint-Jean-Saint-Maurice-sur-Loire und Bully.